# International Film Festival Rotterdam
L'International Film Festival Rotterdam (IFFR) è un festival cinematografico annuale che si svolge in vari cinema di Rotterdam, nei Paesi Bassi, alla fine di gennaio. Viene oggi generalmente considerato uno dei principali festival cinematografici europei.

## Storia della rassegna

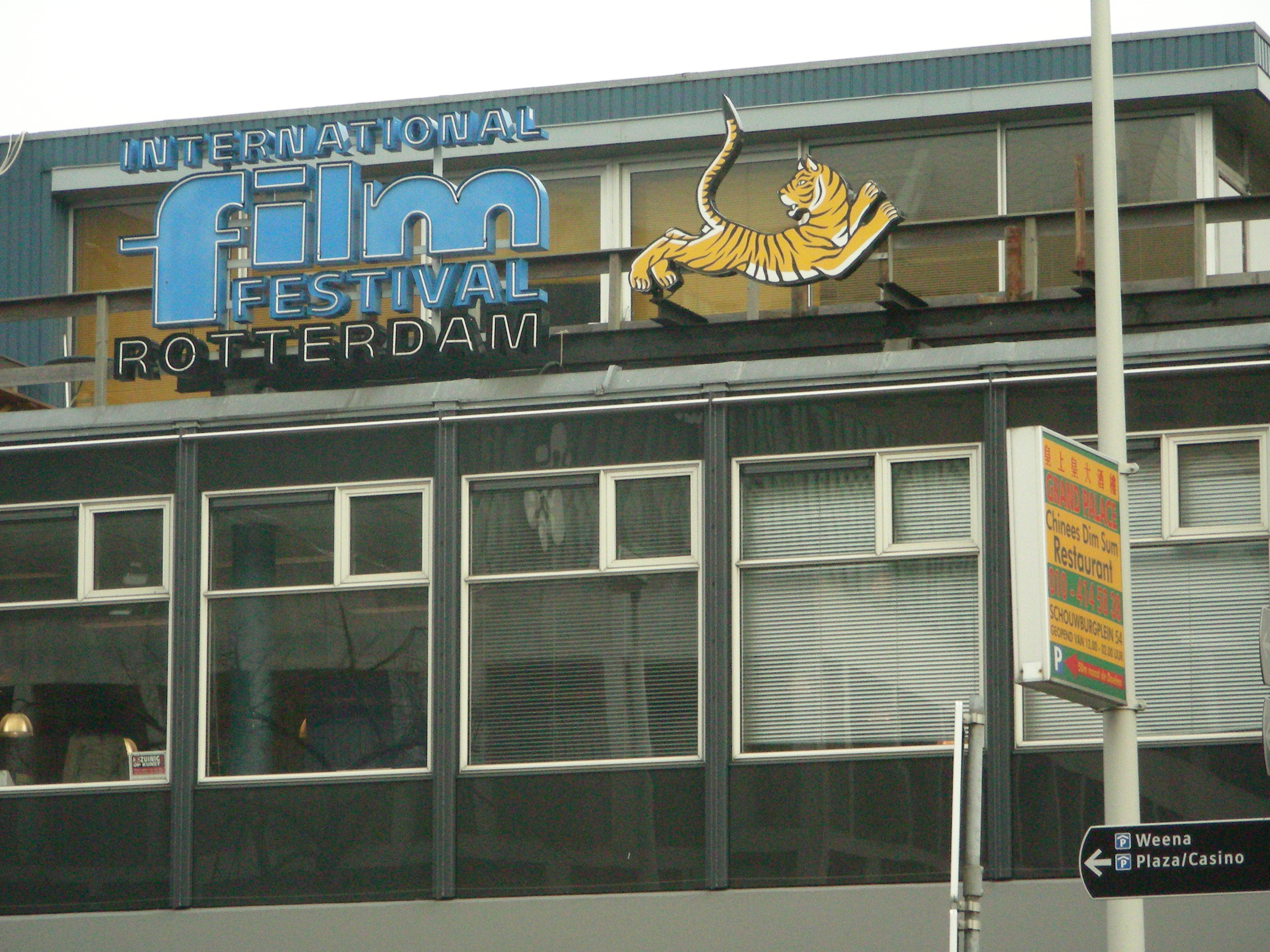
Uffici del festival, Schouwburgplein, Rotterdam

La prima edizione del festival, chiamata Film International, fu organizzata nel giugno 1972. L'ispiratore della rassegna fu Huub Bals, un appassionato cinefilo che volle realizzare una manifestazione innovativa per promuovere film non commerciali, con particolare enfasi nei riguardi delle cinematografie dei paesi in via di sviluppo e dell'Estremo Oriente.
Secondo le intenzioni di Bals, la manifestazione si proponeva come un festival non competitivo in grado di costruire un rapporto diretto tra i film-maker e il pubblico; questo spirito si è conservato nel corso degli anni, garantendo al festival una caratteristica atmosfera informale ed un pubblico locale di affezionati partecipanti.
Dopo la prematura morte del suo fondatore, nel 1988, il festival ha dato vita a un fondo che supporta i registi dei paesi in via di sviluppo ("Hubert Bals Fund").
Nel corso degli anni la manifestazione si è notevolmente ingrandita (nel 2010 il numero di spettatori ha toccato quota 350.000); a partire dal 1995 il festival ha perso il carattere non competitivo introducendo il VPRO Tiger Award (diventato dal 2012 HIVOS TIger Award), destinato ai giovani registi alla prima o seconda opera.
L'attuale direttore del festival è Bero Beyer.

## VPRO Tiger Award
| Anno | Film                                            | Regista                            | Paese                            |
| ---- | ----------------------------------------------- | ---------------------------------- | -------------------------------- |
| 1995 | Postman                                         | He Jianjun                         | Cina                             |
| 1995 | Fuyu no kappa                                   | Kazama Shiori                      | Giappone                         |
| 1995 | Thalassa, Thalassa, Ruckkehr Zum Mmer           | Bogdan Dumitrescu                  | Germania/Romania                 |
| 1996 | Sons                                            | Zhang Yuan                         | Cina                             |
| 1996 | Like Grains of Sand                             | Hasiguchi Ryosuke                  | Giappone                         |
| 1996 | Small Faces                                     | Gillies MacKinnon                  | Regno Unito                      |
| 1997 | Last Holiday                                    | Amir Karakulov                     | Kazakhistan                      |
| 1997 | The Day a Pig Fell into the Well                | Hung Sang-soo                      | Corea del Sud                    |
| 1997 | Robinson in Space                               | Patrick Keiller                    | Regno Unito                      |
| 1998 | Buttoners                                       | Petr Zelenka                       | Repubblica Ceca                  |
| 1998 | Giro di lune tra terra e mare                   | Giuseppe M. Gaudino                | Italia                           |
| 1998 | Die Siebtelbauern                               | Stefan Ruzowitzky                  | Austria                          |
| 1999 | Il tallone di ferro dell'oligarchia             | Alexander Bashirov                 | Russia                           |
| 1999 | Plus Qu'hier, Moins Que Demain                  | Laurent Achard                     | Francia                          |
| 1999 | Following                                       | Christopher Nolan                  | Regno Unito                      |
| 2000 | Suzhou River                                    | Lou Ye                             | Cina                             |
| 2000 | Mundo Grúa                                      | Pablo Trapero                      | Argentina                        |
| 2000 | Bye Bye Blue Bird                               | Katrin Ottarsdottír                | Danimarca                        |
| 2001 | Bad Company                                     | Furumaya Tomoyuki                  | Giappone                         |
| 2001 | The Days Between                                | Maria Speth                        | Germania                         |
| 2001 | 25 Watts                                        | Juan Pablo Rebella & Pablo Stoll   | Uruguay                          |
| 2002 | Tussenland                                      | Eugenie Jansen                     | Paesi Bassi                      |
| 2002 | Everyday God Kisses Us on the Mouth             | Sinişa Dragin                      | Romania                          |
| 2002 | Wild Bees                                       | Bohdan Sláma                       | Repubblica Ceca                  |
| 2003 | With Love. Lilya                                | Larisa Sadilova                    | Russia                           |
| 2003 | Extraño                                         | Santiago Loza                      | Argentina                        |
| 2003 | Jealousy Is My Middle Name                      | Park Chan-ok                       | Corea del Sud                    |
| 2004 | The Missing                                     | Lee Kang-sheng                     | Taiwan                           |
| 2004 | Summer in the Golden Valley                     | Srđan Vuletić                      | Bosnia-Erzegovina                |
| 2004 | En Route                                        | Jan Krüger                         | Germania                         |
| 2005 | Nemmeno il destino                              | Daniele Gaglianone                 | Italia                           |
| 2005 | 4                                               | Ilya Khrzhanovsky                  | Russia                           |
| 2005 | The Sky Turns                                   | Mercedes Alvarez                   | Spagna                           |
| 2006 | Walking on the Wild Side                        | Han Jie                            | Cina                             |
| 2006 | The Dog Pound                                   | Manuel Nieto Zas                   | Uruguay/Argentina/Canada/Spagna  |
| 2006 | Old Joy                                         | Kelly Reichardt                    | Stati Uniti                      |
| 2007 | Love Conquers All                               | Tan Chui Mui                       | Malaysia                         |
| 2007 | The Unpolished                                  | Pia Marais                         | Germania                         |
| 2007 | Bog of Beasts AFR (ex aequo)                    | Claudio Assis Morten Hartz Kaplers | Brasile Danimarca                |
| 2008 | Go With Peace Jamil                             | Omar Shargawi                      | Danimarca                        |
| 2008 | Wonderful Town                                  | Aditya Assarat                     | Thailandia                       |
| 2008 | Flower in the Pocket                            | Liew Seng Tat                      | Malaysia                         |
| 2009 | Be Calm and Count to Seven                      | Ramtin Lavafipour                  | Iran                             |
| 2009 | Breathless                                      | Yang Ik-June                       | Corea del Sud                    |
| 2009 | Wrong Rosary                                    | Mahmut Fazil Coskun                | Turchia                          |
| 2010 | Agua fría de mar                                | Paz Fábrega                        | Costa Rica                       |
| 2010 | Alamar                                          | Pedro González-Rubio               | Messico                          |
| 2010 | Mundane History                                 | Anocha Suwichakornpong             | Thailandia                       |
| 2011 | Finisterrae                                     | Sergio Caballero                   | Spagna                           |
| 2011 | Eternity                                        | Sivaroj Kongsakul                  | Tailandia                        |
| 2011 | The Journals of Musan                           | Park Jung-bum                      | Corea del Sud                    |
| 2012 | Clip                                            | Maja Miloš                         | Serbia                           |
| 2012 | De jueves a Domingo                             | Dominga Sotomayor                  | Cile/Olanda                      |
| 2012 | Egg and Stone                                   | Huang Ji                           | Cina                             |
| 2013 | Fat shaker                                      | Mohammad Shirvani                  | Iran                             |
| 2013 | My dog killer                                   | Mira Fornay                        | Slovacchia/Repubblica Ceca       |
| 2013 | Soldate Jeannette                               | Daniel Hoesl                       | Austria                          |
| 2014 | Antomy of a Paperclip                           | Ikeda Akira                        | Giappone                         |
| 2014 | Han Gong-Ju                                     | Lee Su-Jin                         | Corea del Sud                    |
| 2014 | Something Must Break                            | Ester Martin Bergsmark             | Svezia                           |
| 2015 | La obra del siglo                               | Carlos M.Quintela                  | Argentina/Cuba/Svizzera/Germania |
| 2015 | Videophilia (and Other Viral Syndromes)         | Juan Daniel F. Molero              | Perù                             |
| 2015 | Vanishing Point                                 | Jakrawal Nilthamrong               | Tailandia                        |
| 2016 | Radio Dreams                                    | Babak Jalali                       | USA/Iran                         |
| 2016 | La última tierra (premio speciale della giuria) | Pablo Lamar                        | Paraguay/Paesi Bassi/Cile/Qatar  |

Dati tratti dal sito ufficiale